# Campeonato Europeu de Atletismo em Pista Coberta de 2023 - Salto em altura masculino
A prova do salto em altura masculino do Campeonato Europeu de Atletismo em Pista Coberta de 2023 foi disputada entre os dias 3 a 5 de março de 2023 na Ataköy Athletics Arena, em Istambul, na Turquia.

## Recordes
Antes desta competição, os recordes mundiais e do campeonato nesta prova eram os seguintes:
|                       | Nome             | Nacionalidade      | Altura  | Local            | Data                    |
| --------------------- | ---------------- | ------------------ | ------- | ---------------- | ----------------------- |
| Recorde mundial       | Javier Sotomayor | Cuba               | 2m 43cm | Budapeste        | 4 de março de 1989      |
| Recorde europeu       | Carlo Thränhardt | Alemanha Ocidental | 2m 42cm | Berlim Ocidental | 26 de fevereiro de 1988 |
| Recorde do campeonato | Stefan Holm      | Suécia             | 2m 40cm | Madri            | 6 de março de 2005      |

## Medalhistas
| Ouro              | Prata                  | Bronze              |
| Douwe Amels (NED) | Andriy Protsenko (UKR) | Thomas Carmoy (BEL) |

## Cronograma
Todos os horários são locais (UTC +3).
| Data       | Hora  | Evento       |
| ---------- | ----- | ------------ |
| 3 de março | 19:00 | Qualificação |
| 5 de março | 19:05 | Final        |

## Resultados

### Qualificação
Qualificação: 2,26 m (Q) ou os 8 melhores qualificados (q). 
| Posição | Atleta             | Nacionalidade | !2.08 | 2.14 | 2.19 | 2.23 | 2.26 | Resultados | Notas                |
| ------- | ------------------ | ------------- | ----- | ---- | ---- | ---- | ---- | ---------- | -------------------- |
| 1       | Douwe Amels        | Países Baixos | –     | o    | o    |      |      | 2.19       | q                    |
| 1       | Thomas Carmoy      | Bélgica       | o     | o    | o    |      |      | 2.19       | q                    |
| 1       | Norbert Kobielski  | Polónia       | o     | o    | o    |      |      | 2.19       | q                    |
| 1       | Andriy Protsenko   | Ucrânia       | o     | o    | o    |      |      | 2.19       | q                    |
| 5       | Christian Falocchi | Itália        | o     | o    | xxo  |      |      | 2.19       | q                    |
| 5       | Marco Fassinotti   | Itália        | o     | o    | xxo  |      |      | 2.19       | q                    |
| 5       | Loïc Gasch         | Suíça         | o     | o    | xxo  |      |      | 2.19       | q                    |
| 5       | Tobias Potye       | Alemanha      | o     | o    | xxo  |      |      | 2.19       | q                    |
| 9       | Péter Bakosi       | Hungria       | o     | o    | xxx  |      |      | 2.14       |                      |
| 9       | Gerson Baldé       | Portugal      | o     | o    | xxx  |      |      | 2.14       |                      |
| 9       | Tihomir Ivanov     | Bulgária      | o     | o    | xxx  |      |      | 2.14       |                      |
| 9       | Enes Talha Şenses  | Turquia       | o     | o    | xxx  |      |      | 2.14       |                      |
| 13      | Antonios Merlos    | Grécia        | xo    | o    | xxx  |      |      | 2.14       |                      |
| 14      | Vadym Kravchuk     | Ucrânia       | xo    | xo   | xxx  |      |      | 2.14       |                      |
| 14      | Jonas Wagner       | Alemanha      | xo    | xo   | xxx  |      |      | 2.14       |                      |
| 16      | Juozas Baikštys    | Lituânia      | o     | xxo  | xxx  |      |      | 2.14       | Recorde da temporada |
| 17      | Stefano Sottile    | Itália        | o     | xxx  |      |      |      | 2.08       |                      |

### Final
A final aconteceu às 19:05 no dia 5 de março de 2023.
| Posição           | Atleta             | Nacionalidade | 2.10 | 2.15 | 2.19 | 2.23 | 2.26 | 2.29 | 2.31 | 2.33 | 2.35 | Resultados | Notas           |
| ----------------- | ------------------ | ------------- | ---- | ---- | ---- | ---- | ---- | ---- | ---- | ---- | ---- | ---------- | --------------- |
| Medalha de ouro   | Douwe Amels        | Países Baixos | –    | o    | o    | xo   | xo   | xxo  | xo   | xr   |      | 2.31       | =               |
| Medalha de prata  | Andriy Protsenko   | Ucrânia       | o    | o    | o    | o    | xo   | o    | xx-  | x    |      | 2.29       |                 |
| Medalha de bronze | Thomas Carmoy      | Bélgica       | xo   | o    | o    | o    | o    | xxo  | xxx  |      |      | 2.29       | Recorde pessoal |
| 4                 | Tobias Potye       | Alemanha      | –    | xo   | o    | xo   | o    | xx-  | x    |      |      | 2.26       |                 |
| 5                 | Norbert Kobielski  | Polónia       | o    | o    | o    | xo   | xo   | xxx  |      |      |      | 2.26       | Recorde pessoal |
| 6                 | Christian Falocchi | Itália        | xo   | xo   | xxo  | xxx  |      |      |      |      |      | 2.19       |                 |
| 7                 | Loïc Gasch         | Suíça         | o    | xo   | xxx  |      |      |      |      |      |      | 2.15       |                 |
| 8                 | Marco Fassinotti   | Itália        | xo   | xxo  | xxx  |      |      |      |      |      |      | 2.15       |                 |

Legenda
| Recorde mundial       | Recorde mundial (World record)               |                       | Recorde africano                      | Recorde africano (African) |                                           | Q | Classificado por posição (Qualified) |
| Recorde do campeonato | Recorde do campeonato (Championship record)  | Recorde da América    | Recorde da América (Americas)         | q                          | Classificado por melhor tempo (Qualified) |   |                                      |
| Melhor marca do ano   | Melhor marca do ano (World leading)          | Recorde asiático      | Recorde asiático (Asian)              | DNS                        | Não largou (Did not start)                |   |                                      |
| Recorde nacional      | Recorde nacional (National record)           | Recorde europeu       | Recorde europeu (European)            | DNF                        | Não terminou (Did not finish)             |   |                                      |
| Recorde pessoal       | Recorde pessoal do atleta (Personal best)    | Recorde da Oceania    | Recorde da Oceania (Oceania)          | DSQ / DQ                   | Desclassificado (Disqualified)            |   |                                      |
| Recorde da temporada  | Recorde da temporada do atleta (Season best) | Recorde sul-americano | Recorde sul-americano (South America) | NM                         | Sem marca (No mark)                       |   |                                      |